# Cabo Gloucester
El cabo Gloucester (también conocido como Tuluvu) es un promontorio, en el noroeste de la isla de Nueva Bretaña, en Papúa Nueva Guinea. Durante la Segunda Guerra Mundial, los japoneses capturaron Nueva Bretaña y desplazaron a la mayoría de la población nativa del cabo Gloucester para construir dos campos de aviación. Durante la campaña de Nueva Bretaña, las fuerzas estadounidenses decidieron capturar cabo Gloucester por sus dos campos de aterrizaje, con el fin de ayudar a los ataques planeados en la guarnición de Rabaul, una importante área de Nueva Bretaña. Se convirtió entonces en el escenariode la batalla de Cabo Gloucester, parte de la Operación Cartwheel, en 1943. Después de una larga lucha, dificultada por la lluvia, los Estados Unidos aseguraron el lugar, mientras los japoneses restantes se retiraban a Talasea junto a otras unidades procedentes de Arawe. Después de la guerra, el cabo fue devuelto a los nativos.